# محمد كاديك (لاعب كرة قدم)
محمد عبد الله كاديك (مواليد 29 مايو 1999، لاعب كرة قدم قطري يجيد اللعب كحارس مرمى مع نادي الشحانية معار من نادي الشمال. 

## مسيرة اللاعب
لعب في نادي قطر ونادي المرخية ونادي البدع ونادي الشمال ونادي الشحانية.